# 比洛濟爾卡 (若夫特涅維區)
47°5′7″N 32°27′16″E / 47.08528°N 32.45444°E

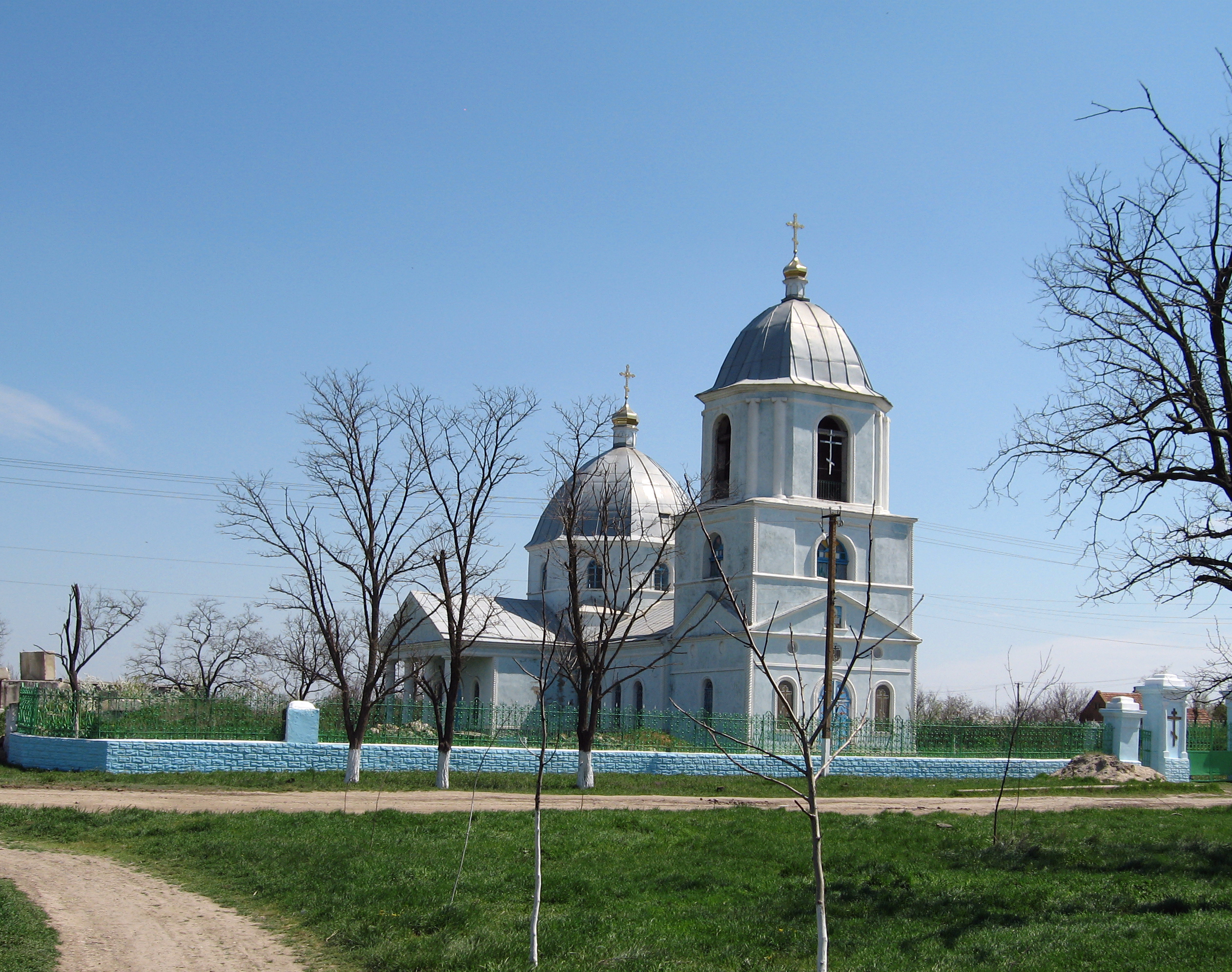

比洛濟爾卡（烏克蘭語：Білозірка）是位於烏克蘭南部尼古拉耶夫州裏尼古拉耶夫區的村莊，始建於1812年，面積2.15平方公里，海拔高度57米，2001年人口1,757，人口密度每平方公里817.2人。